# الحاجاب
الحاجاب هي إحدى قرى محلية المناقل في ولاية الجزيرة وتقع شمال محلية المناقل تضم قرية الحاجاب لجنتين شعبيتين هي لجنة شعبية قرية طابت الحاجاب ولجنة شعبية قرية مهلة الحاجاب.